# The Mind of the Married Man
The Mind of the Married Man är en amerikansk komediserie av produktionsbolagen Greentrees Films och Sunlight Productions.

## Om TV-serien
The Mind of the Married Man sändes i två säsonger 2001-2002. Totalt spelades 20 halvtimmeslånga avsnitt in. Ursprungligen sändes TV-serien av Home Box Office, i Sverige visades den på TV4 Komedi.

## Rollista (urval)
- Mike Binder - Micky Barnes
- Sonya Walger - Donna Barnes
- Taylor Nichols - Doug Nelson
- Jake Weber - Jake Berman